# J'ai tué ma mère
J'ai tué ma mère (tiếng Anh: I Killed My Mother; tiếng Việt: Tôi đã giết mẹ tôi) là một bộ phim Canada năm 2009 được viết và đạo diễn bởi Xavier Dolan. Bộ phim thu hút sự chú ý của báo chí quốc tế khi giành được ba giải thưởng từ chương trình Fortnight của đạo diễn tại Liên hoan phim Cannes 2009. Sau khi được trình chiếu, bộ phim đã nhận được sự hoan nghênh nhiệt liệt. Nó được chiếu ở 12 rạp chiếu phim ở Quebec và 60 ở Pháp.

## Nội dung
Bộ phim bắt đầu bằng việc Hubert Minel đưa ra một độc thoại giải thích cách anh ta yêu mẹ mình nhưng không thể là con trai của cô ấy; Anh cũng tiết lộ rằng khi anh còn trẻ, mọi thứ tốt hơn giữa họ.
Hubert là một chàng trai 16 tuổi Québécois sống ở ngoại ô Montreal với người mẹ đơn thân của mình, Chantale, người đã ly dị cha của Hubert, Richard, khi Hubert trẻ hơn nhiều. Hubert hầu như không nhìn thấy cha mình, và điều này làm tăng thêm sự thù địch giữa mẹ và con trai. Một buổi sáng, khi mẹ anh chở anh đến trường, Hubert bắt đầu cãi nhau với cô về việc cô trang điểm khi lái xe. Cuộc cãi vã kết thúc khi Chantale dừng xe và bảo anh đi bộ đến trường. Tại trường, Hubert tuyên bố với giáo viên của mình, cô Cloutier, rằng mẹ anh đã chết. Sau khi giáo viên phát hiện ra đó là lời nói dối, cô bày tỏ lời nói dối này là "bạn đã giết mẹ bạn". Điều này truyền cảm hứng cho Hubert viết một bài luận cho trường học có tựa đề "Tôi đã giết mẹ tôi".
Sau đó trong phim, Antonin, bạn của Hubert được tiết lộ là bạn trai của anh ta, nhưng Hubert đã không nói với mẹ mình, và cô phát hiện ra từ mẹ của Antonin, người cho rằng Chantale đã biết. Ở một mức độ nào đó, Chantale chấp nhận con trai đồng tính của con trai bà; Tuy nhiên, cô ấy có vẻ đau mà anh không nói với cô. Hubert muốn sống trong căn hộ của riêng mình và rất vui khi mẹ anh nói rằng đó là một ý tưởng tốt, nhưng ngày hôm sau, cô đã thay đổi ý định và không cho phép điều đó, cho rằng bà nghĩ rằng anh ta còn quá trẻ.
Mối quan hệ của họ tiếp tục xấu đi, và Hubert đến sống với giáo viên của mình, giả vờ ở lại với bạn trai. Cha của Hubert mời ông đến thăm; tuy nhiên, một lần ở đó, Richard và Chantale nói với Hubert rằng họ đã quyết định gửi anh đến một trường nội trú ở Coaticook. Hubert vô cùng tức giận khi cha anh đưa ra quyết định, vì Hubert chỉ nhìn thấy cha mình vào Giáng sinh và Phục sinh.
Tại trường nội trú Công giáo, Hubert gặp Eric, người mà anh ta ngoại tình. Eric mời Hubert đến một hộp đêm với các sinh viên khác, nơi họ hôn và Hubert lấy speed. Anh đưa Metro về nhà, đánh thức mẹ mình và có một cuộc trò chuyện tình cảm với bà. Sáng hôm sau, cô đưa Hubert đến nơi làm việc của mẹ Antonin để giúp nhỏ giọt những bức tường bằng sơn. Anh ta và Antonin kết thúc, và anh ta nằm xuống. Antonin tiến tới nằm lên trên anh ta và hôn anh ta, và cuối cùng họ đã quan hệ tình dục. Hubert, sau đó ở nhà, dọn phòng ngủ của mẹ anh, nhưng anh bình tĩnh lại và dọn dẹp. Hai người đánh nhau và vào buổi sáng, cô gửi Hubert trở lại trường nội trú.
Trở lại trường, Hubert bị hai học sinh đánh đập. Hubert chạy trốn với sự giúp đỡ của Antonin, người đã mượn xe của mẹ anh. Trên hành trình, Antonin nói với Hubert rằng anh ta ích kỷ và chỉ quan tâm đến bản thân, nhưng nói thêm rằng anh ta yêu anh ta. Hiệu trưởng của trường gọi cho Chantale để thông báo cho cô về những phát triển, tiết lộ ghi chú Hubert để lại, nói rằng anh ta sẽ là "Trong vương quốc của mình". Hiệu trưởng cũng bắt đầu giảng bài về Chantale, khiến cô ấy nổi giận với anh ta, nói rằng anh ta nghĩ anh ta tốt hơn cô ta như thế nào và anh ta không có quyền đánh giá một bà mẹ đơn thân. Chantale biết chính xác "vương quốc" của Hubert ở đâu; ngôi nhà anh sống khi còn nhỏ với cả bố mẹ anh.
Thật vậy, cô tìm thấy Hubert và Antonin ở đó. Chantale ngồi cạnh Hubert nhìn ra bãi biển. Bộ phim kết thúc với một đoạn phim gia đình của Hubert khi còn bé đang chơi với mẹ.

## Diễn viên
- Xavier Dolan vai Hubert Minel
- Anne Dorval vai Chantale Lemming, mẹ của Hubert
- Suzanne Clément vai Julie Cloutier, giáo viên của Hubert
- François Arnaud vai Antonin Rimbaud, bạn trai của Hubert
- Niels Schneider vai Éric, một cậu bé ở trường nội trú
- Patricia Tulasne vai Hélène Rimbaud, mẹ của Antonin
- Pierre Chagnon vai Richard Minel, bố của Hubert
- Monique Spaziani vai Denise, bạn của Chantale
- Benoît Gouin vai Principal Nadeau, hiệu trưởng trường nội trú

## Sản xuất

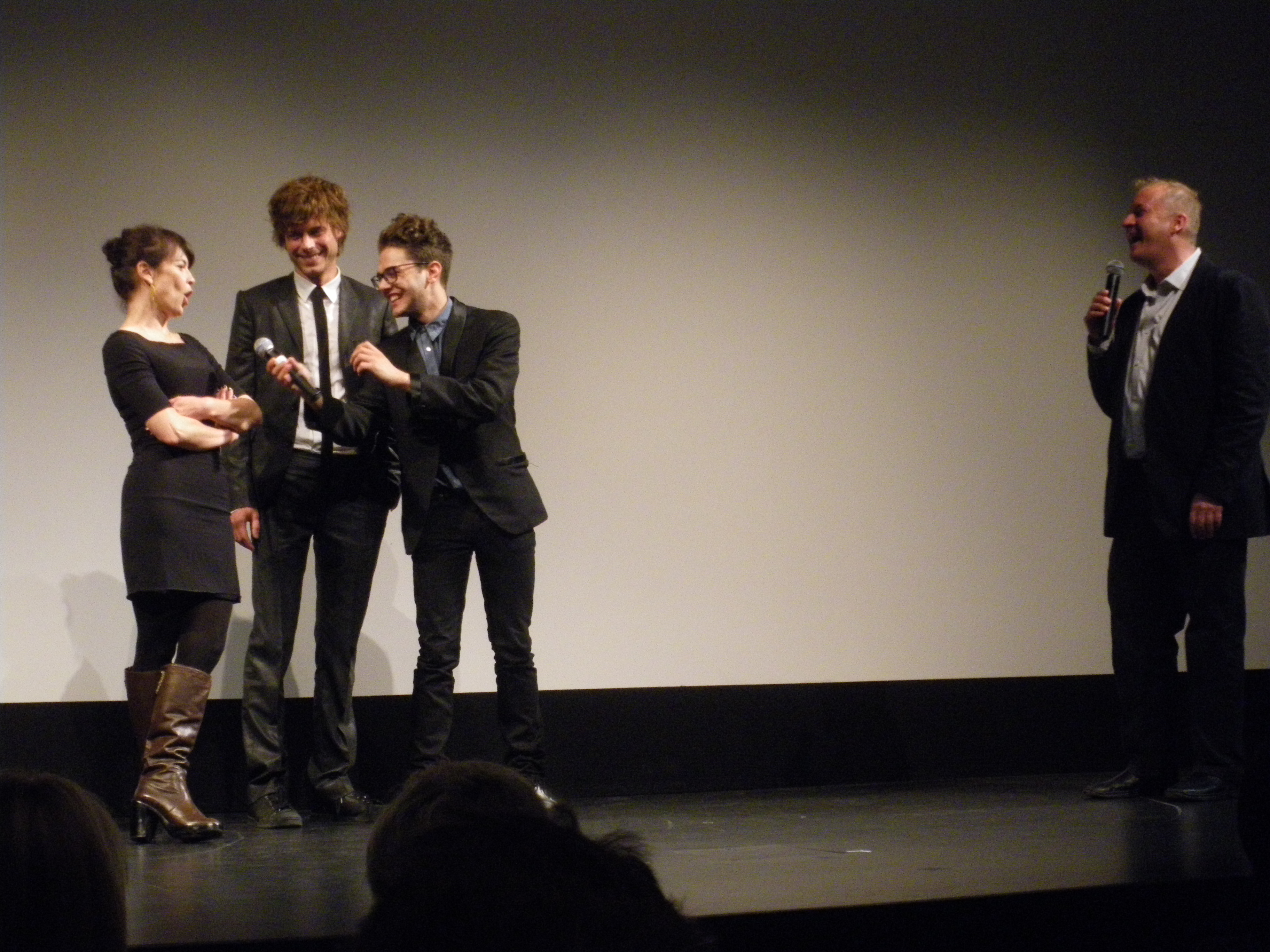
Anne Dorval, François Arnaud và Xavier Dolan trên sân khấu cho một câu hỏi và trả lời tại Liên hoan phim quốc tế Toronto 2009.

Xavier Dolan viết kịch bản khi anh 16 tuổi. Anh nói trong một cuộc phỏng vấn với tờ báo Canada Le Soleil rằng bộ phim là một phần tự truyện.
Bộ phim lúc đầu được tài trợ bởi Dolan, nhưng khi cần thêm tiền, anh ấy đã hỏi cả Téléfilm và SODEC để được trợ cấp. Cả hai từ chối anh ta vì những lý do khác nhau. SODEC, người yêu thích dự án nhưng từ chối tài trợ cho dự án vì nó đã được đệ trình cho một bộ phận quá thương mại, đã khuyến khích Dolan gửi lại nó trong bộ phận "độc lập" thích hợp hơn, mà anh đã làm.
Vào tháng 12 năm 2008, SODEC đã cho anh ta một khoản trợ cấp $400.000. Tổng cộng, bộ phim có giá khoảng 800.000 đô la CAD. Dolan nói rằng hệ thống để có được tài trợ là "[...] một cơ chế tài chính lỗi thời, nắm giữ tài sản sáng tạo của con tin Quebec."

## Tiếp nhận

### Tiếp tân quan trọng
Bộ phim nhận được đánh giá tích cực từ các nhà phê bình; tổng hợp đánh giá Rotten Tomatoes báo cáo tỷ lệ phê duyệt 83%, với xếp hạng trung bình 7,03/10 dựa trên 23 đánh giá. Peter Howell từ Toronto Star nói rằng "Điều làm cho nó trở nên đặc biệt là chiều sâu của cảm giác, mà tuổi của Dolan khiến mọi thứ trở nên ấn tượng hơn: anh ta chỉ mới 19 tuổi khi làm điều này."
Peter Bruya từ The Hollywood Reporter đã gọi nó là "Bộ phim hài vị thành niên không đồng đều nhưng hài hước và táo bạo từ một người mới bắt đầu tài năng."

### Giải thưởng
Vào ngày 22 tháng 9 năm 2009, Telefilm tuyên bố bộ phim đã được chọn làm bài dự thi của Canada cho Phim nói tiếng nước ngoài hay nhất. Mặc dù vậy, nó không nhận được đề cử nào tại Giải thưởng Genie lần thứ 30 và chỉ nhận được Claude Jutra Award cho lần ra mắt đạo diễn xuất sắc nhất. Kevin Tierney, phó chủ tịch điện ảnh của Học viện Điện ảnh và Truyền hình Canada, chỉ trích sự bỏ qua, so sánh nó với "được gửi đến bàn trẻ con".
| Giải thưởng                              | Ngày lễ                     | Thể loại                                 | Người nhận                                     | Kết quả   | Tham chiếu    |
| ---------------------------------------- | --------------------------- | ---------------------------------------- | ---------------------------------------------- | --------- | ------------- |
| Cannes Film Festival                     | 13–ngày 24 tháng 5 năm 2009 | C.I.C.A.E. Award                         | Xavier Dolan                                   | Đoạt giải | [ 13 ]        |
| Cannes Film Festival                     | 13–ngày 24 tháng 5 năm 2009 | Prix Regards Jeune                       | Xavier Dolan                                   | Đoạt giải | [ 13 ]        |
| Cannes Film Festival                     | 13–ngày 24 tháng 5 năm 2009 | SACD Prize (Directors' Fortnight)        | Xavier Dolan                                   | Đoạt giải | [ 13 ]        |
| César Awards                             | ngày 27 tháng 2 năm 2010    | Best Foreign Film                        | Xavier Dolan                                   | Đề cử     | [ 15 ]        |
| Genie Awards                             | ngày 12 tháng 4 năm 2010    | Claude Jutra Award                       | Xavier Dolan                                   | Đoạt giải | [ 14 ]        |
| Jutra Awards                             | March 2010                  | Best Film                                | Xavier Dolan, Carole Mondello and Daniel Morin | Đoạt giải | [ 16 ] [ 17 ] |
| Jutra Awards                             | March 2010                  | Best Director                            | Xavier Dolan                                   | Đề cử     | [ 16 ] [ 17 ] |
| Jutra Awards                             | March 2010                  | Best Screenplay                          | Xavier Dolan                                   | Đoạt giải | [ 16 ] [ 17 ] |
| Jutra Awards                             | March 2010                  | Best Actor                               | Xavier Dolan                                   | Đề cử     | [ 16 ] [ 17 ] |
| Jutra Awards                             | March 2010                  | Best Actress                             | Anne Dorval                                    | Đoạt giải | [ 16 ] [ 17 ] |
| Jutra Awards                             | March 2010                  | Most Successful Film outside Quebec      | Xavier Dolan, Carole Mondello and Daniel Morin | Đoạt giải | [ 16 ] [ 17 ] |
| Lumières Awards                          | ngày 15 tháng 1 năm 2010    | Best French-Language Film                | Xavier Dolan                                   | Đoạt giải | [ 18 ]        |
| Palm Springs International Film Festival | January 2010                | Women's Performing Award                 | Anne Dorval                                    | Đoạt giải | [ 18 ]        |
| Reykjavík International Film Festival    | September 2009              | Golden Puffin                            | Xavier Dolan                                   | Đoạt giải | [ 19 ]        |
| Toronto Film Critics Association         | ngày 16 tháng 12 năm 2009   | Stella Artois Jay Scott Prize            | Xavier Dolan                                   | Đoạt giải | [ 18 ]        |
| Vancouver International Film Festival    | October 2009                | Best Canadian Film                       | Xavier Dolan                                   | Đoạt giải | [ 20 ]        |
| Vancouver Film Critics Circle            | ngày 11 tháng 1 năm 2010    | Best Canadian Film                       | Xavier Dolan                                   | Đoạt giải | [ 21 ]        |
| Vancouver Film Critics Circle            | ngày 11 tháng 1 năm 2010    | Best Director of a Canadian Film         | Xavier Dolan                                   | Đoạt giải | [ 21 ]        |
| Vancouver Film Critics Circle            | ngày 11 tháng 1 năm 2010    | Best Actor in a Canadian Film            | Xavier Dolan                                   | Đoạt giải | [ 21 ]        |
| Vancouver Film Critics Circle            | ngày 11 tháng 1 năm 2010    | Best Supporting Actor in a Canadian Film | François Arnaud                                | Đoạt giải | [ 18 ]        |
| Zagreb Film Festival                     | October 2009                | Best Feature Film                        | Xavier Dolan                                   | Đoạt giải | [ 22 ]        |